# Iglesia de Santa María (Wreay)

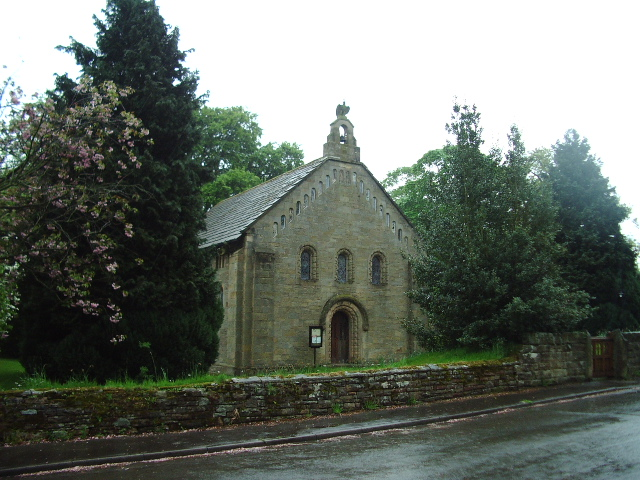
Iglesia de Santa María, Wreay

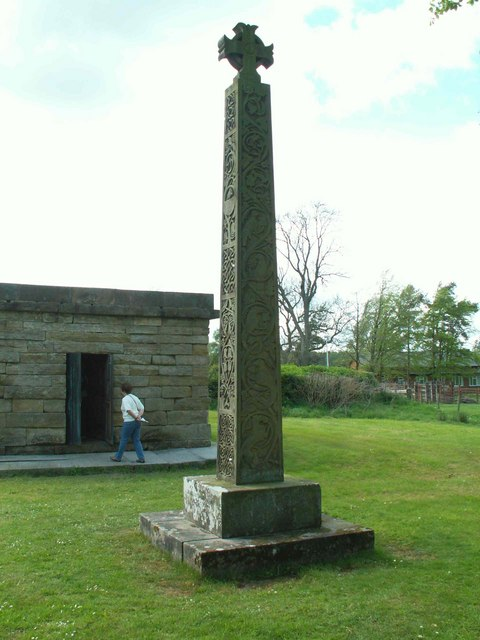
Iglesia de Santa María, Wreay

La iglesia de Santa María en Wreay, Cumbria fue construida y diseñada por Sara Losh entre 1840 y 1842. Tiene una nave rectangular y un ábside semicircular siguiendo el estilo de las basílicas Romanas de la iglesia primitiva. En el atrio de la iglesia, se destaca un mausoleo de la hermana de Sara Losh, Katherine, y una copia de la Cruz de Bewcastle.

## Descripción
El especialista en literatura y arte Barry Bullen informa del entusiasmo de Dante Gabriel Rossetti por esta iglesia (y por otros trabajos de Losh) que Rossetti describió como "extraordinarias obras de arquitectura", "una iglesia de estilo bizantino y otras cosas ... llena de belleza e imaginativos detalles, a pesar de ser extremadamente graves y simples". Señala que es "mucho más original que las cosas hechas por los jóvenes arquitectos de ahora". También el historiador Nikolaus Pevsner destaca la calidad de la obra y la nomina como la mejor iglesia del periodo victoriano.
El cantero que esculpió los diseños fue William Hindson. Una placa en su memoria se puede ver en la iglesia.
La reconstrucción de la iglesia fue financiada por Sara Losh a condición de que ella tuviera la posibilidad de elegir el diseño. El diseño que eligió incluye muchas características que difieren de las de estilo gótico, que estaba entonces en boga para las iglesias. Ella había realizado el Grand Tour con su hermana Katherine y ambas eran solteras. Katherine murió en 1835 y Sara dedicó esta iglesia para ella. Fuera de la iglesia hay un mausoleo que contiene una estatua de mármol de tamaño real de Katherine Losh que fue hecha por David Dunbar basado en un dibujo suministrado por Sara.
El diseño se basa en el de muchas iglesias italianas, como el Duomo di Parma, y será uno de los primeros ejemplos en Inglaterra de edificios de estilo ‘paleocristiano continental’ y es, posiblemente, uno de los primeros ejemplos del estilo que décadas después se relacionaría con el movimiento Arts and Crafts.
La decoración propuesta por Sara Losh, tanto al interior como al exterior, hace referencia a la fertilidad y a la creación de la vida. Tomando como base imágenes del simbolismo pagano, el resultado logra establecer una continuidad de creencias religiosas que demuestra la formación de su autora.